# Sakura Sake
Sakura Sake (サクラ咲ケ?) è un brano musicale del gruppo musicale giapponese Arashi, pubblicato come loro quattordicesimo singolo il 23 marzo 2005. Il brano è incluso nell'album One, settimo lavoro del gruppo. Il singolo ha raggiunto la prima posizione della classifica Oricon dei singoli più venduti in Giappone, vendendo 173.882. Il singolo è stato certificato disco d'oro.

## Tracce
CD Singolo JACA-5022
1. Sakura Sake (サクラ咲ケ)
2. Te Tsunagoo (手つなごぉ)
3. Sakura Sake (Original Karaoke) (サクラ咲ケ)
4. Te Tsunagoo (Original Karaoke) (手つなごぉ)

## Classifiche
| Classifica (2005) | Posizione più alta |
| ----------------- | ------------------ |
| Giappone (Oricon) | 1                  |